# بویسون وینی
بویسون وینی (انگلیسی: Boison Wynney؛ زادهٔ ۲۷ دسامبر ۱۹۹۶) بازیکن فوتبال اهل اسپانیا است.
از باشگاه‌هایی که در آن بازی کرده‌است می‌توان به اشاره کرد.
وی همچنین در تیم ملی فوتبال لیبریا بازی کرده‌است.